# Nirim
Nirim est un kibboutz du sud d'Israël.

## Histoire
Le kibboutz est créé en 1946 par des membres du mouvement Hashomer Hatzair.
Le 15 mai 1948, il est attaqué par l'Armée égyptienne, lors de la bataille de Nirim (en).

## Activités du kibboutz
- agriculture
- élevage laitier